# Alfredo De Poi
Alfredo De Poi (Perugia, 7 novembre 1945 – Perugia, 17 agosto 2010) è stato un politico italiano.